# 社会民主党 (ガボン)
社会民主党（しゃかいみんしゅとう、フランス語: Parti social-démocrate、略称:PSD、英語: Social Democratic Party）は、ガボンの政党。1990年結成。大統領与党連合を構成する政党の一つである。党首は、ピエール＝クラヴェール・マガンガ・ムサヴォー（Pierre-Claver Maganga Moussavou）技術教育担当相。
1993年の大統領選挙ではマガンガ・ムサヴォー党首が党公認候補として立候補した。
2001年12月9日の総選挙で下院国民議会に1議席を獲得した。2006年12月17日から12月24日の総選挙では下院国民議会に2議席を獲得した。
2011年12月17日の総選挙では下院国民議会に1議席を維持した。